# Báti János
Báti János, névváltozatok: Báthi, Báty (Felsőbánya, 1745 – Nagybánya, 1796 után) orvos.

## Élete
Nemes szülőktől származott; iskoláit hazájában végezte, majd külföldre ment és a göttingeni, leideni és utrechti egyetemeken tanulta az orvosi tudományokat; utóbbi helyen 1775-ben nyert orvosdoktori oklevelet, később Nagybánya városának lett főorvosa.

## Munkái
- Specimen unaug. med. sistens descriptionem quorundam morborum Hungaris emdemiorum, et remediorum eiusdem familiarium, et quasi domesticorum. Traj. ad Rhenum, 1775. (Ism. Zeitschrift von u. für Ungern III. 26.)
- Theses inaugurales, pro priv. doct. subm. Tyrnaviae, 1776.
- Az hójagos és veres himlőnek gyógyitására és beoltására való utmutatása. Mellyet svécziai nyelvből németre forditott és jegyzésekkel szaporitott dr. Murai János András, mostan pedig a gyermekek nyavalyájáról irt könyvéből kiszakasztván, magyar nyelvre forditott Báti János. Hozzá adván a skárlát hideglelés históriáját ugyan azon auctorból. Kolozsvár, 1775